# دستي قود
دستي قود (بالإنجليزية: Dusty Good)‏ هو لاعب كرة قدم أمريكي، ولد في 30 مارس 1987 في كوتاتي في الولايات المتحدة. شارك مع منتخب الجزر العذراء الأمريكية لكرة القدم. أما مع النوادي، فقد لعب مع FBK Karlstad ‏.

## وصلات خارجية
- دستي قود على موقع قاعدة بيانات كرة القدم.إي يو (الإنجليزية)
- دستي قود على موقع ناشيونال فوتبول تيمز (الإنجليزية)
- دستي قود على موقع Soccerway.com (الإنجليزية)